# 徳島西部交通
徳島西部交通株式会社（とくしませいぶこうつう、略称：TSK）は、かつて、徳島県美馬市と香川県の高松市、木田郡三木町を営業エリアとしていたことでんグループの貸切バス事業者で、高松琴平電気鉄道の100%子会社であった。

## 概要
元々は、太平洋戦争中に戦時統合によって徳島県西部のバス事業者を統合して出来た会社であった。1957年10月14日に四国交通など4社が徳島西部交通から分離独立の後、残った当社については高松琴平電気鉄道が資本参加して同社のグループ企業となる。なお、2001年に高松琴平電気鉄道が経営破綻した際、同社傘下のコトデンバス（現・ことでんバス）は連鎖する形で民事再生法を申請するに至ったが、当社については特段の法的処理を行わない形で（後述の2018年8月31日にことでんバスに吸収合併されるまで）そのまま存続していた。
経営の柱は貸切バス事業と旅行業部門であった。地元では低価格の料金と保有台数の多さで学校、官公庁などの信頼度も高かった。また、会社設立時の経緯から四国交通および同社親会社の徳島バスとも結びつきが深く、両社の高速バス路線（一部路線を除く）の乗車券発券業務についても委託を受けていた。
ことでんグループのバス会社ということで、路線バスのポールもことでんバスと共通のものを使用し、貸切バスの車体デザインもかつての高松琴平電気鉄道（略称：TKR、その後バス部門はことでんバスに事業譲渡）や旧高松バス（ことでんバスの前身、略称：TBK）のもの（矢印と会社の略称）から色などを改変したものを使用していたが、最近はことでんバスの貸切バスの車体デザインと同じものとなっていた。

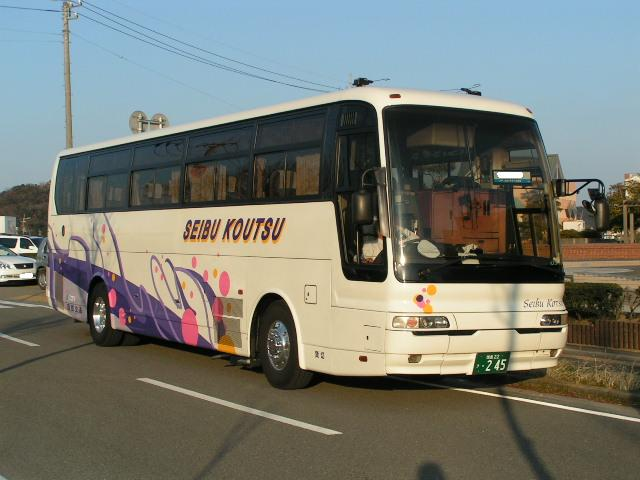
三菱ふそうエアロクィーンⅠ貸切車(鳴門市内にて)

路線バスはかつては徳島県西部に網の目のように路線を広げていたが、利用客の減少に伴って徐々に廃止。最後まで残っていた穴吹駅〜脇町〜塩江〜高松駅線も2012年4月に休止、翌年4月1日に廃止となり、以後は貸切バス専業となっていた。
貸切バスは大型11台、中型3台の合計14台、さらに乗合登録の大型エアロバスも1台保有していた。徳島県内各社では貸切バスの減車が相次いだため、近年の保有台数は徳島バスに次いで県内第2位であった。同社の貸切バスは座席テーブル、足置き台、シャンデリアなどを装備する車両が多く比較的豪華な仕様であった。詳しくは公式webページから確認できる。
2018年8月31日をもってことでんバスに吸収合併され、75年の歴史に幕を閉じた。本社営業所は同社の徳島営業所となった。

## 本社（車庫）所在地
- 本社
徳島県美馬市脇町字拝原1623-6

## 歴史
- 1943年12月24日 西部乗合自動車有限会社設立。
- 1952年 株式会社に改組、商号を徳島西部交通株式会社に改称。
- 1957年10月14日 徳島西部交通から四国交通など4社が分離。
- 1960年3月25日 高松琴平電気鉄道の100%子会社に。
- 2012年4月1日 路線バス・穴吹 - 高松線休止（2013年4月1日廃止）。路線バス事業から撤退。
- 2018年8月31日 ことでんバス株式会社に吸収合併され消滅。

## 路線

### 廃止路線

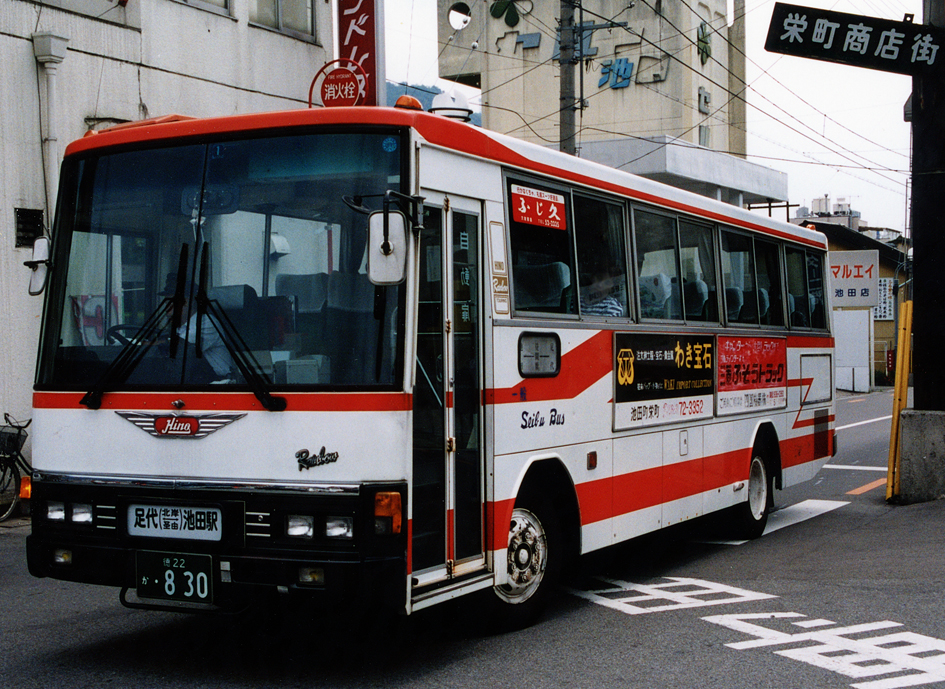
北岸線 （日野・レインボーRR 1998年、池田駅前付近）

穴吹 - 高松線
- 経路図：Google マップ
- 穴吹駅 - マルナカ脇町店前 - 脇町道の駅 - 脇町合同庁舎前 - 夏子 - 清水 - 塩江 - 岩崎 - 川東 - 仏生山 - 太田 - 栗林公園前 - 瓦町 - 高松築港 - 高松駅
  - 徳島西部交通で最後まで残った路線バス（休止時は1日2往復運行）。2012年4月1日休止、2013年4月1日廃止。
  - ことでんバス（高松駅〜塩江線）との共同運行。行先番号は穴吹行が56、高松行が55。
  - ことでん・ことでんバスの非接触式ICカード「IruCa」が使用可能だった（休止により、徳島県でIC乗車券が利用可能な鉄道・バス路線がなくなった）。
  - かつてはコトデンバス（当時）も穴吹へ乗り入れていたが、現在は乗り入れていない。（県境までに路線短縮し、現在は塩江までにさらに短縮）

穴吹 - 池田線（北岸線）
- 穴吹駅 - 脇町 - 美馬西村 - 足代八幡裏 - 池田駅前
  - 1998年10月31日（最終運行日？廃止日？）、美馬西村 - 足代八幡裏間廃止。1999年3月31日（最終運行日？廃止日？）、全線廃止。穴吹駅 - 脇町間は脇町の町営バスに、穴吹駅 - 美馬西村間は、脇町と美馬町共同運行の町営バス西村線となり、のちに美馬市営バス 穴吹 - 西村線となった。

穴吹駅 - 西村線（受託運行）
- 穴吹駅 - マルナカ脇町店前 - 脇町道の駅 - うだつアリーナ入口 - 消防署前 - 喜来 - 美馬天神 - 美馬町西村
  - 上記北岸線の一部区間を引き続き美馬市営バスの受託運行として運行していたが、2011年10月1日廃止となった。バス停のポールなどは、廃止まで西部交通のものをそのまま使用していた。

穴吹 - 川上線（剣山線）
- 穴吹駅 - 土場 - 白戸神社前 - 古宮橋 - 樫原下 - 土木前 - 谷口 - 滝ノ宮 - 川上車庫前 - 剣山登山口
  - 1991年9月30日限りで廃止。翌10月1日から木屋平（こやだいら）村営バスが運行し、現在は美馬市営バス木屋平線として運行中。

貞光 - 黒砂線（野田ノ井線）
- 貞光駅 - 美馬橋 - 野田ノ井 - 黒砂
  - 廃止後は美馬町営バス（現・美馬市営バス）野田ノ井線として美馬観光バスに委託し運行。美馬観光バス廃業後は藤西阿観光に委託し運行していたが、2011年10月1日廃止。

貞光 - 石仏線（石仏線）
- 貞光駅 - 美馬橋 - 川原町 - 石仏 - 石仏学校下（美馬温泉前）
  - 野田ノ井と同様の経緯となり、美馬市営バス石仏線として藤西阿観光に委託し運行していたが、2011年10月1日廃止。

## 発券業務のみ担当
以下の高速バス路線は、発券業務のみを担当する。
- 徳島 - 東京線（エディ）
  - 運行会社：徳島バス・京浜急行バス
- 徳島 - 名古屋線（エディ、季節運行路線）
  - 運行会社：徳島バス・名鉄バス
- 徳島 - 京都線（阿波エクスプレス京都）
  - 運行会社：徳島バス・ジェイアール四国バス・京阪バス・西日本ジェイアールバス
- 徳島 - 寝屋川・枚方線（あわひらかた号）
  - 運行会社：徳島バス・京阪バス
- 徳島 - 関西国際空港線（関西空港リムジンバス）
  - 運行会社：徳島バス・本四海峡バス・関西空港交通・南海バス
- 徳島 - 大阪線（エディ、サザンクロス、パールエクスプレス徳島、サラダエクスプレス）
  - 運行会社：徳島バス・南海バス・阪急バス・阪神バス
- 井川・阿波池田 - 大阪線（しこくさぶろうエディ）
  - 運行会社：四国交通、阪急バス
- 徳島 - 三宮線（エディ、ハーバーライナー、すだち120、サラダエクスプレス）
  - 運行会社：徳島バス・神姫バス・山陽バス・阪神バス
- 井川・阿波池田 - 三宮線（しこくさぶろうエディ、ハーバーライナー、阿波やまびこライナー）
  - 運行会社：四国交通、神姫バス・山陽バス
- 徳島 - 学園都市線（エディ、すだち90）
  - 運行会社：徳島バス・山陽バス
- 徳島 - 岡山線（エディ、リョービエクスプレス徳島）
  - 運行会社：徳島バス・両備バス
- 徳島 - 広島線（あわひろしま号）
  - 運行会社：徳島バス・広交観光
- 徳島 - 高松線（高徳エクスプレス）
  - 運行会社：徳島バス・大川自動車
- 徳島 - 松山線（吉野川エクスプレス）
  - 運行会社：徳島バス・ジェイアール四国バス・伊予鉄道
- 徳島 - 高知線（高知徳島エクスプレス）
  - 運行会社：徳島バス・ジェイアール四国バス・土佐電気鉄道・高知県交通

## 車両
- 貸切バス
  - 三菱ふそうのバスが大半でことでんバスから移籍してきた車両も数台存在する。一時日野のバスがいなくなっていたが、現在はことでんバスから日野 セレガR FCと日野 セレガR FDが各1台移籍してきている。
- 路線バス
  - 主力車種は元ことでんバスの三菱ふそうの中型バスエアロミディMK(2ステップ・リアドア仕様)。美馬市営バスはいすゞ・ジャーニーQ。かつては日野のバスも存在した。

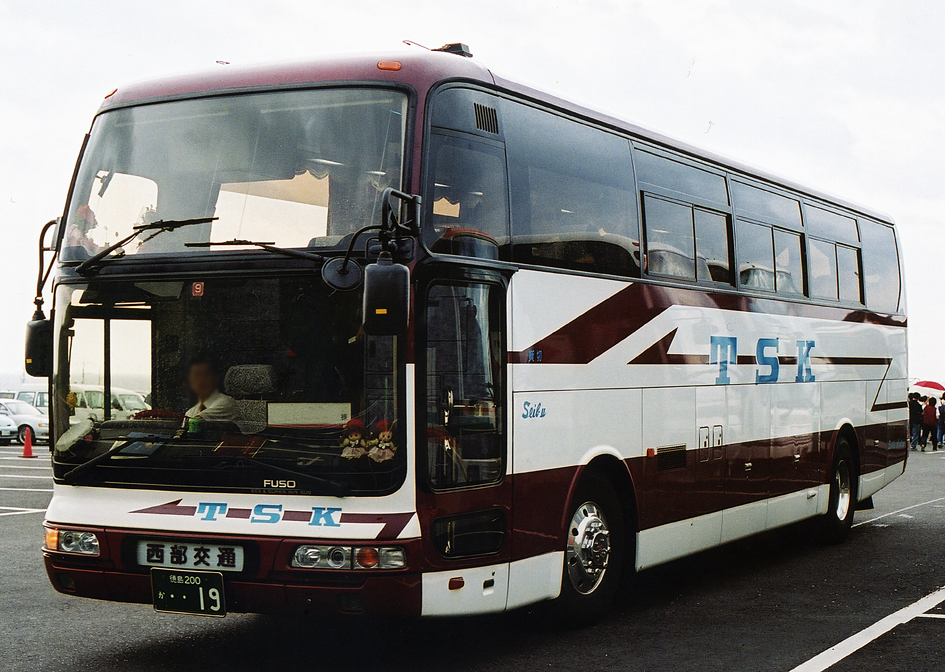
貸切バス（かつての塗装） 三菱ふそうエアロクィーンII　KC-MS822P
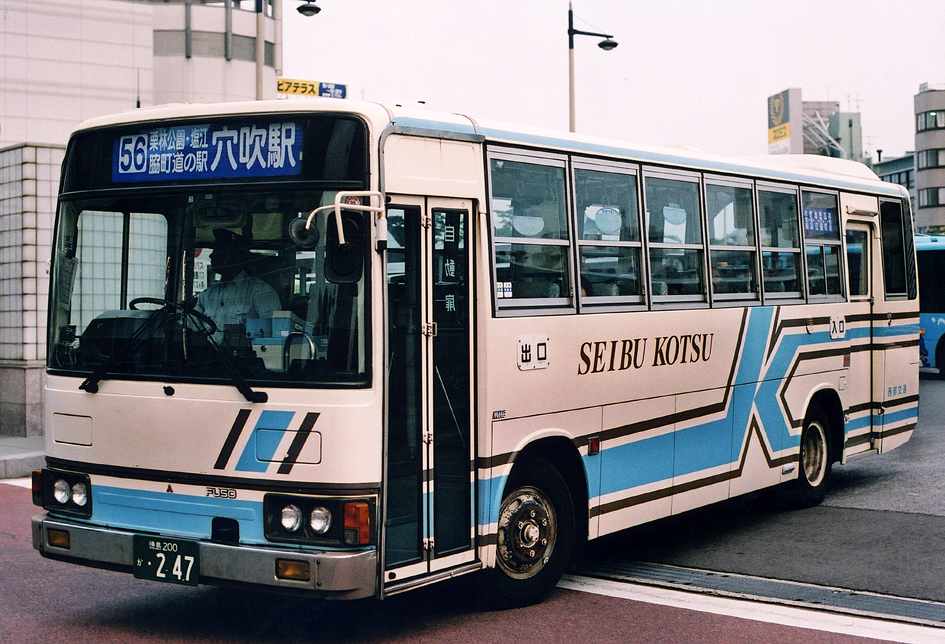
路線バス 穴吹〜高松線 三菱ふそうエアロミディMK P-MK117K
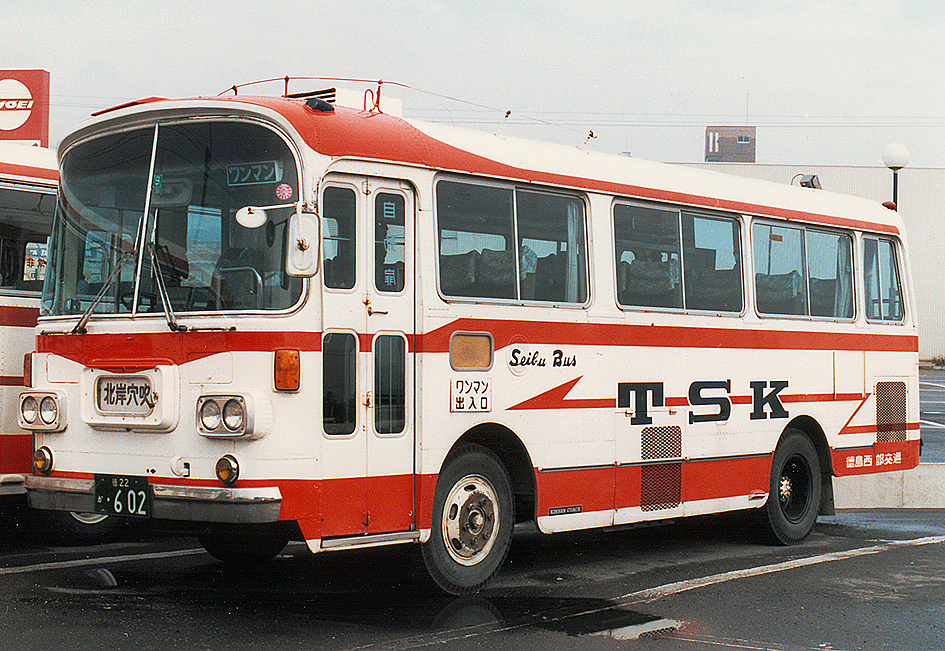
かつて存在した 日野 RL100
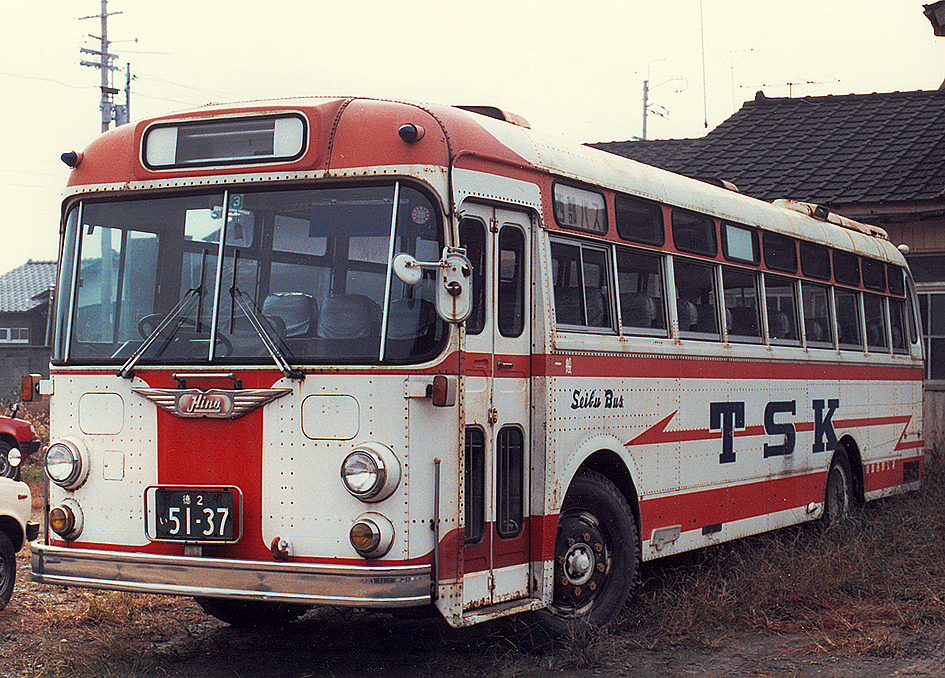
かつて存在した 日野 RB10

## 関連会社
- 高松琴平電気鉄道
- ことでんバス